# Leptothorax androsanus
Leptothorax androsanus är en myrart som först beskrevs av Wheeler 1905.  Leptothorax androsanus ingår i släktet smalmyror, och familjen myror. Inga underarter finns listade i Catalogue of Life.